# NGC 2658
NGC 2658 je otvoreni skup u zviježđu Kompasu. 

## Vanjske poveznice
- SEDS: NGC 2658